# Paradrymonia yatua
Paradrymonia yatua är en tvåhjärtbladig växtart som beskrevs av Feuillet. Paradrymonia yatua ingår i släktet Paradrymonia och familjen Gesneriaceae. Inga underarter finns listade i Catalogue of Life.